# Distretto di Huangpu (Shanghai)
Il distretto di Huangpu (cinese semplificato: 黄浦区; cinese tradizionale: 黄浦區; mandarino pinyin: Huángpǔ Qū) è un distretto di Shanghai. Ha una superficie di 20,52 km² e una popolazione di 908.858 al 2010.